# 2912 Lapalma
2912 Lapalma è un asteroide della fascia principale. Scoperto nel 1942, presenta un'orbita caratterizzata da un semiasse maggiore pari a 2,2895771 UA e da un'eccentricità di 0,0701948, inclinata di 7,28009° rispetto all'eclittica.